# Tsjechische ijshockeyploeg (vrouwen)

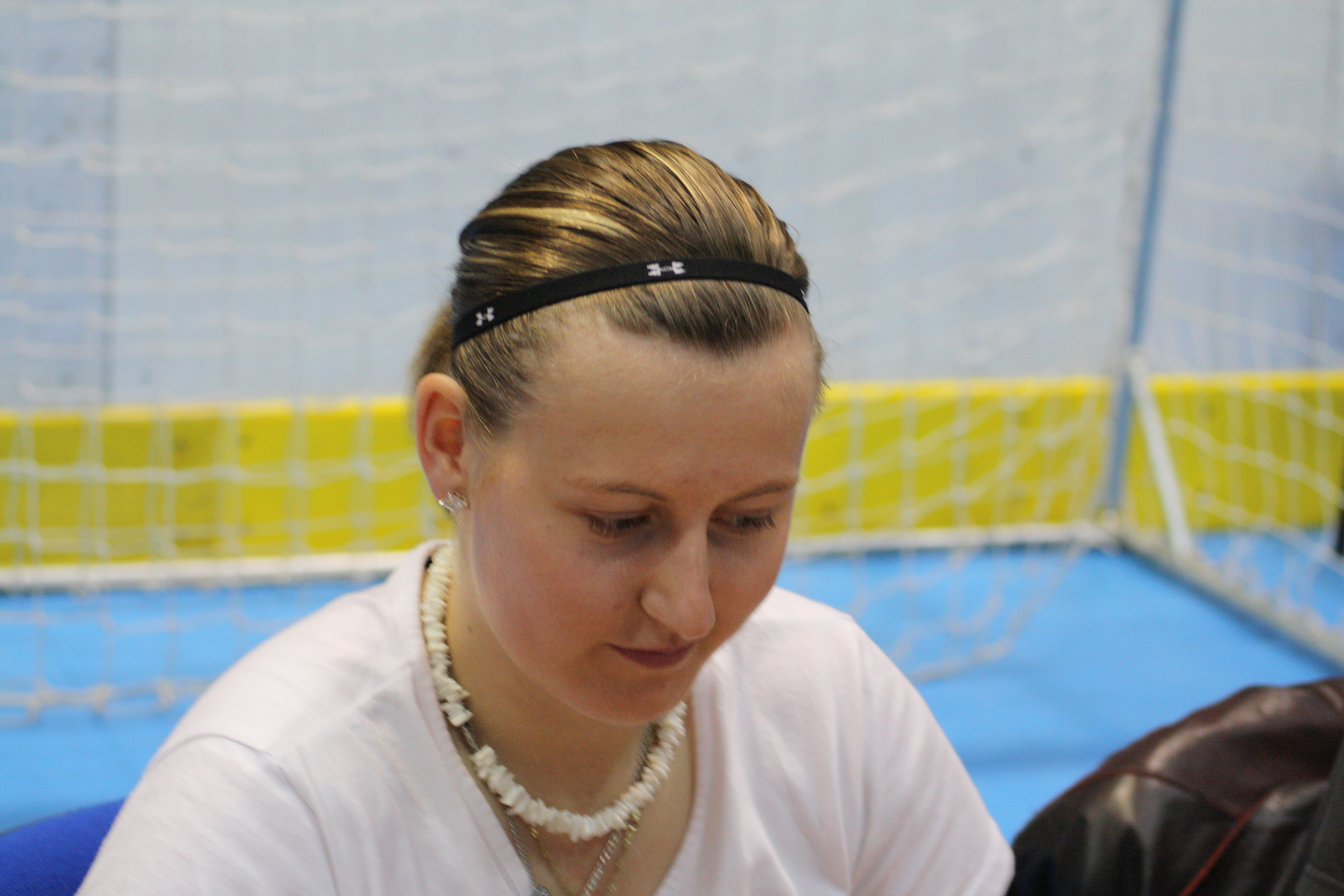
Renata Mastná speelde als 18-jarige op het WK 2008

De Tsjechische vrouwenijshockeyploeg is een team van ijshockeysters dat Tsjechië vertegenwoordigt in internationale vrouwenijshockey wedstrijden. 
De eerste wedstrijd werd gespeeld op 27 februari 1993 in Belluno tegen Italië en eindigde in een 6-0 overwinning.
Het team kwam drie keer uit in het Europees kampioenschap met als resultaten een 8e plaats in 1993, een 9e plaats in 1995 en een 9e plaats in 1996.   
Het komt uit in het wereldkampioenschap vanaf 1999 (in het B-kampioenschap wat later de 1e divisie (A) werd) en speelt sinds 2016 onafgebroken in de Topdivisie. 
Het probeert zich vanaf 2006 te plaatsen voor de Olympische Spelen en overleefde de groepsfase van 2022.
Topscorers aller tijden zijn Alena Polenská met 73 punten en Tereza Vanišová met 42 doelpunten. Recordinternational is Pavlína Horálková met 101 wedstrijden.

## Deelname aan het wereldkampioenschap
| Jaar | Locatie                     | Klassering                      |
| ---- | --------------------------- | ------------------------------- |
| 1999 | Frankrijk (Colmar)          | 4e plaats in B-kampioenschap    |
| 2000 | Letland (Liepāja, Riga)     | 7e plaats in B-kampioenschap    |
| 2001 | Frankrijk (Briançon)        | 3e plaats in 1e divisie         |
| 2003 | Letland (Ventspils)         | 3e plaats in 1e divisie         |
| 2004 | Letland (Ventspils)         | 2e plaats in 1e divisie         |
| 2005 | Zwitserland (Romanshorn)    | 3e plaats in 1e divisie         |
| 2007 | Japan (Nikko)               | 5e plaats in 1e divisie         |
| 2008 | Letland (Ventspils)         | 3e plaats in 1e divisie         |
| 2009 | Oostenrijk (Graz)           | 5e plaats in 1e divisie         |
| 2011 | Frankrijk (Caen)            | 1e plaats in 2e divisie         |
| 2012 | Letland (Ventspils)         | 1e plaats in 1e divisie A       |
| 2013 | Canada (Ottawa)             | 8e plaats in Topdivisie         |
| 2014 | Tsjechië (Přerov)           | 1e plaats in 1e divisie A       |
| 2015 | Frankrijk (Rouen)           | 1e plaats in 1e divisie A       |
| 2016 | Canada (Kamloops)           | 6e plaats in Topdivisie         |
| 2017 | Verenigde Staten (Plymouth) | 8e plaats in Topdivisie         |
| 2019 | Finland (Espoo)             | geplaatst in Topdivisie groep B |